# St. Josef (Münster-Kinderhaus)

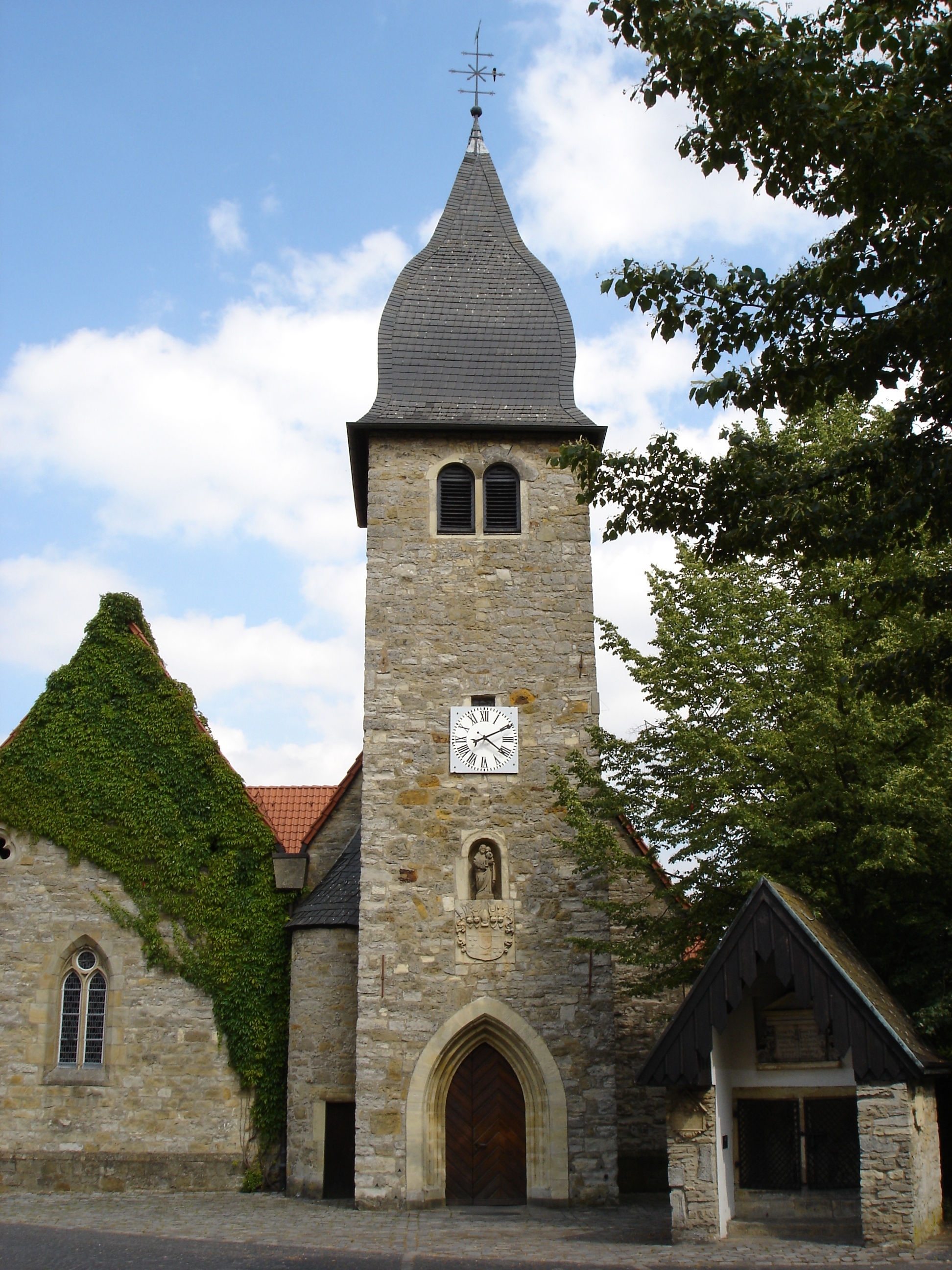
Pfarrkirche St. Josef, Kinderhaus

Die Pfarrkirche St. Josef ist ein römisch-katholisches Kirchengebäude im Stadtteil Kinderhaus von Münster in Westfalen.

## Geschichte

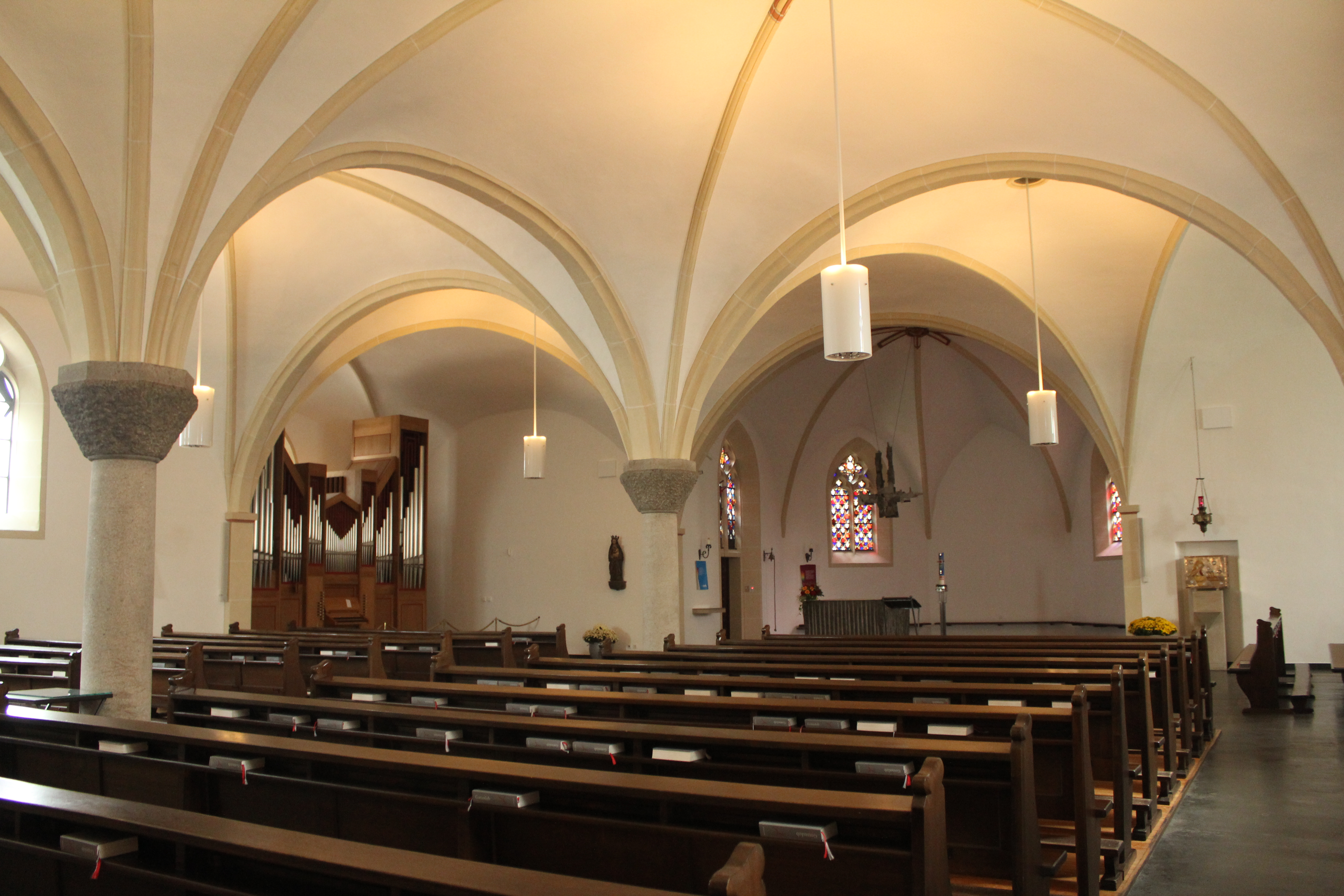
Innenansicht

Ein erster Kirchenbau wird Mitte des 14. Jahrhunderts urkundlich erwähnt. Das rechte Schiff des heutigen Baues wurde 1449 als Leprosenkirche gebaut und mit zwei Altären ausgestattet, die der hl. Elisabeth und der hl. Gertrud geweiht wurden. Im Jahr 1672 wurden der heutige Turm und ein Chorraum angebaut. Der damalige Bischof von Münster Christoph Bernhard von Galen stellte die Kirche unter das Patrozinium des hl. Josef. Auf Grund einer Abbildung der Kinderhauser Kirche auf einem sich im Besitz der Pfarrei befindenden Gemälde nimmt man an, dass auf der nach wie vor erhaltenen Turmhaube ursprünglich eine offene Laterne gewesen ist. Auf Darstellungen aus der ersten Hälfte des 19. Jahrhunderts ist bereits die heutige Spitze abgebildet.
Bis Anfang des 20. Jahrhunderts war die Kirche Rektoratskirche der Pfarrgemeinde Liebfrauen Überwasser. Im Jahr 1908 wurde die Kirche zur Pfarrkirche der neu gebildeten Pfarrgemeinde St. Josef Kinderhaus, welche die umliegenden Bauerschaften, einschließlich derer in Coerde und Sprakel umfasste. Eine erste Erweiterung fand bereits 1922 statt. Es wurde ein nördliches Seitenschiff mit zwei Gewölben in Rabitztechnik an das Langhaus angefügt, es öffnete sich im Inneren über segmentbogenüberspannte Mauerdurchbrüche. Der Anbau war mit je zwei abgewalmten Zwerchdächern versehen, im Westen außen an der Abschlusswand befand sich ein Kriegerehrenmal. Im Inneren des Altbaues befand sich seit 1812 eine Empore mit barocken Stilelementen aus der Damenstiftskirche St. Agnes Emmerich. An der Orgelempore (über der Sakristei) von 1953 wurden sie wiederverwendet und erst bei Abbruch dieser in den 1990er Jahren aus der Kirche entfernt. Angesichts des Bevölkerungswachstums nach dem Zweiten Weltkrieg wurde die Kirche im Jahr 1953 in Anlehnung an die Maße und Raumgestalt der alten Kirche erneut erweitert. Aus dieser Zeit stammen das heutige linke Kirchenschiff, die beiden Querschiffe und der Chorraum. Bei dieser Erweiterung entfernte man die Nordwand des Altbaues komplett und fügte Pfeiler ein. Die Westwand erhielt eine Giebelwand, in die man ein Fenster in gotischer Form und andere historisierende Bauelemente einfügte. Die Pfeiler bilden seit 1953 die Hauptachse der Kirche, daran ausgerichtet sind nun das neue Querschiff und der Chor mit dem wiederverwendeten Gewölbeschlussstein aus dem 17. Jahrhundert. Das rechte Querschiff beherbergte zunächst die Sakristei, heute befindet diese sich neuerrichtet an der Nordseite des Chores. Zuvor bei der neugotischen Ausstattung trennte sich eine halbhohe Wand, mit zwei Türen versehen, den Raum hinter dem Hochaltar; dieser Raum umfasste die abgeschrägten Partien des Abschlussgewölbes.
Infolge der Liturgiereform wurde 1971 der Chorraum neugestaltet. Dabei entfernte man die Chorraumausstattung von 1953.
Die bis dahin im rechten Querschiff untergebrachte Sakristei wurde 1993 in einen Anbau verlegt und das rechte Seitenschiff in den Kirchenraum einbezogen.

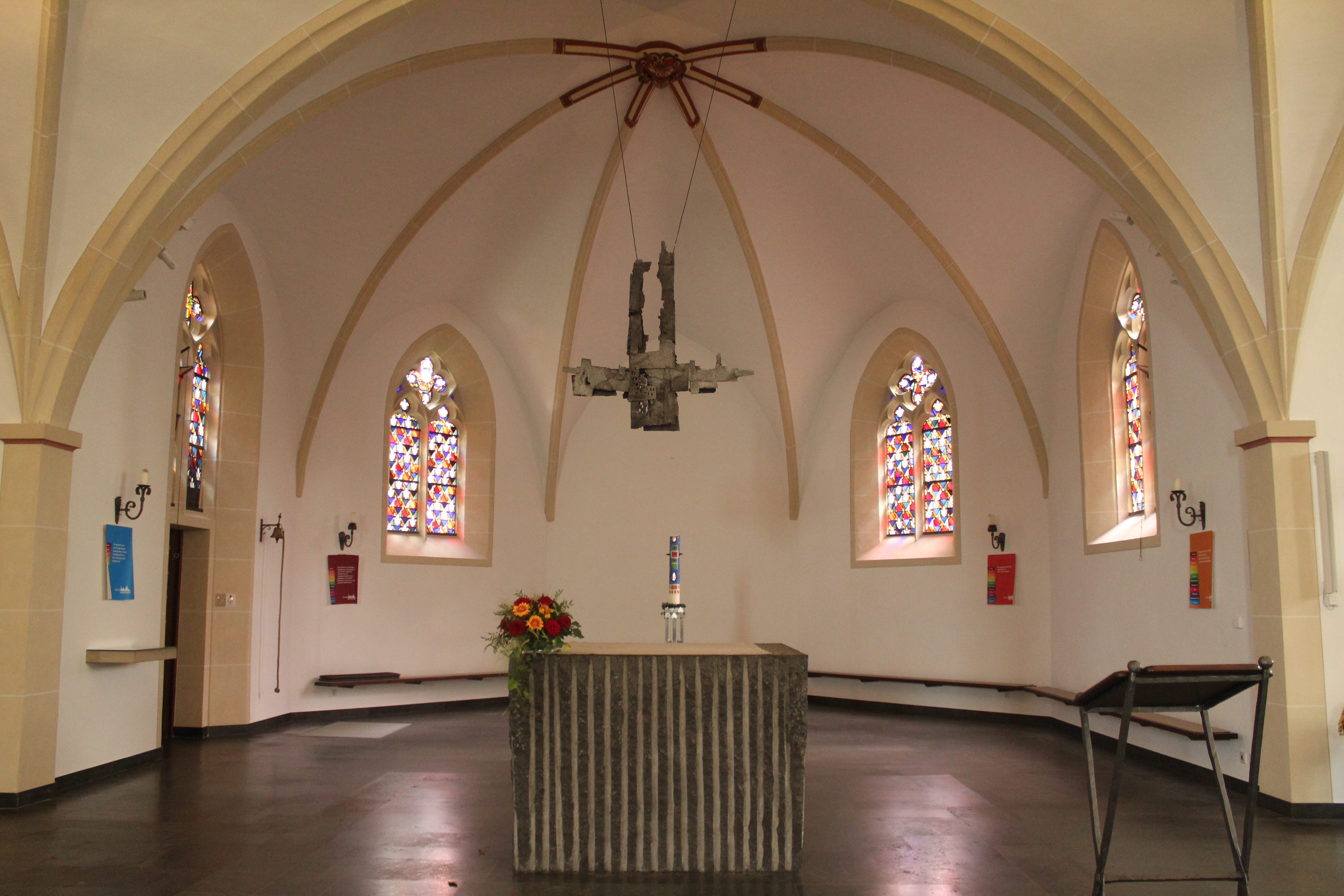
Der Chorraum, 1971 neu gestaltet, Kreuz von Will Horsten
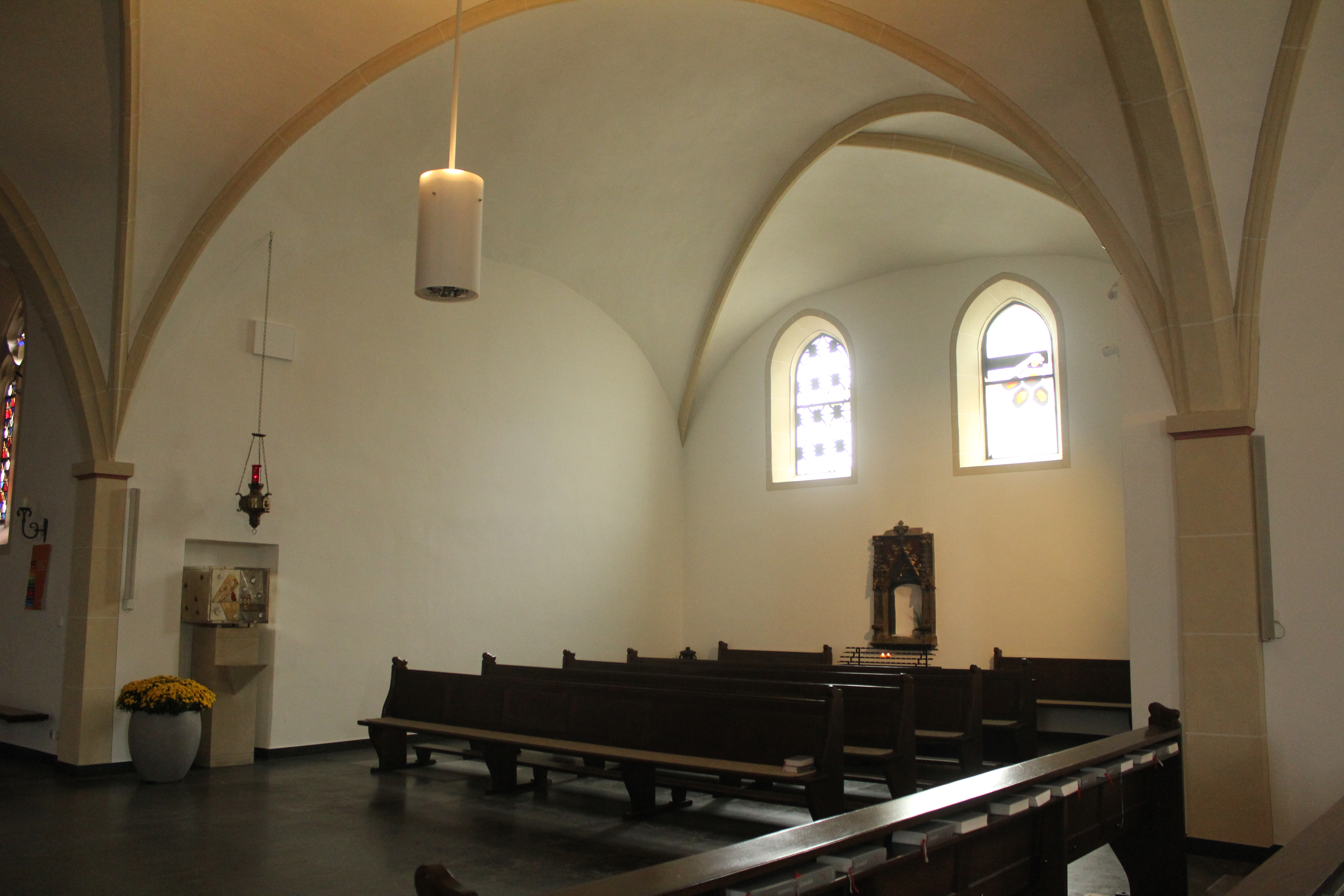
Das nun in den Kirchenraum einbezogene rechte Seitenschiff
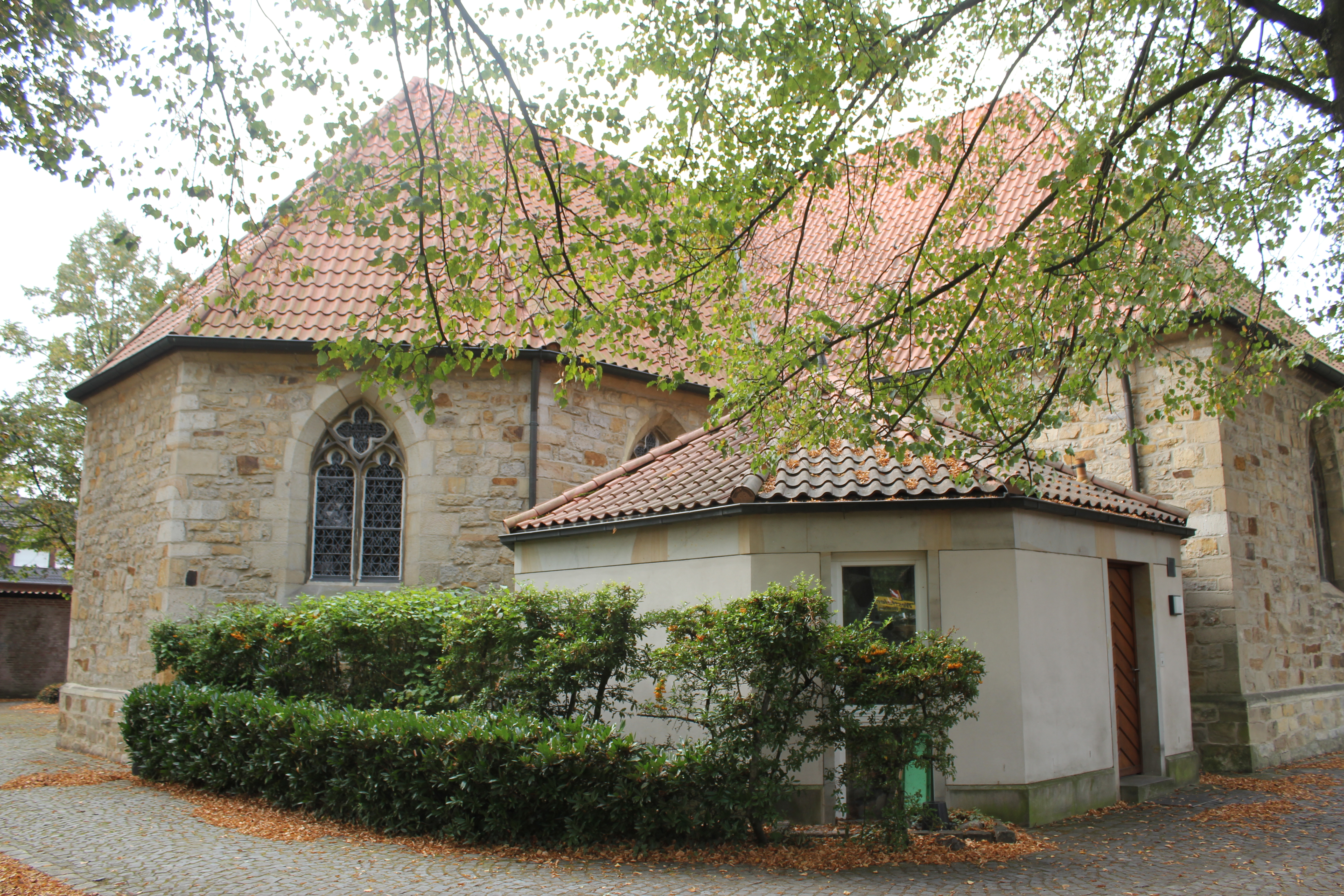
Die neu angebaute Sakristei
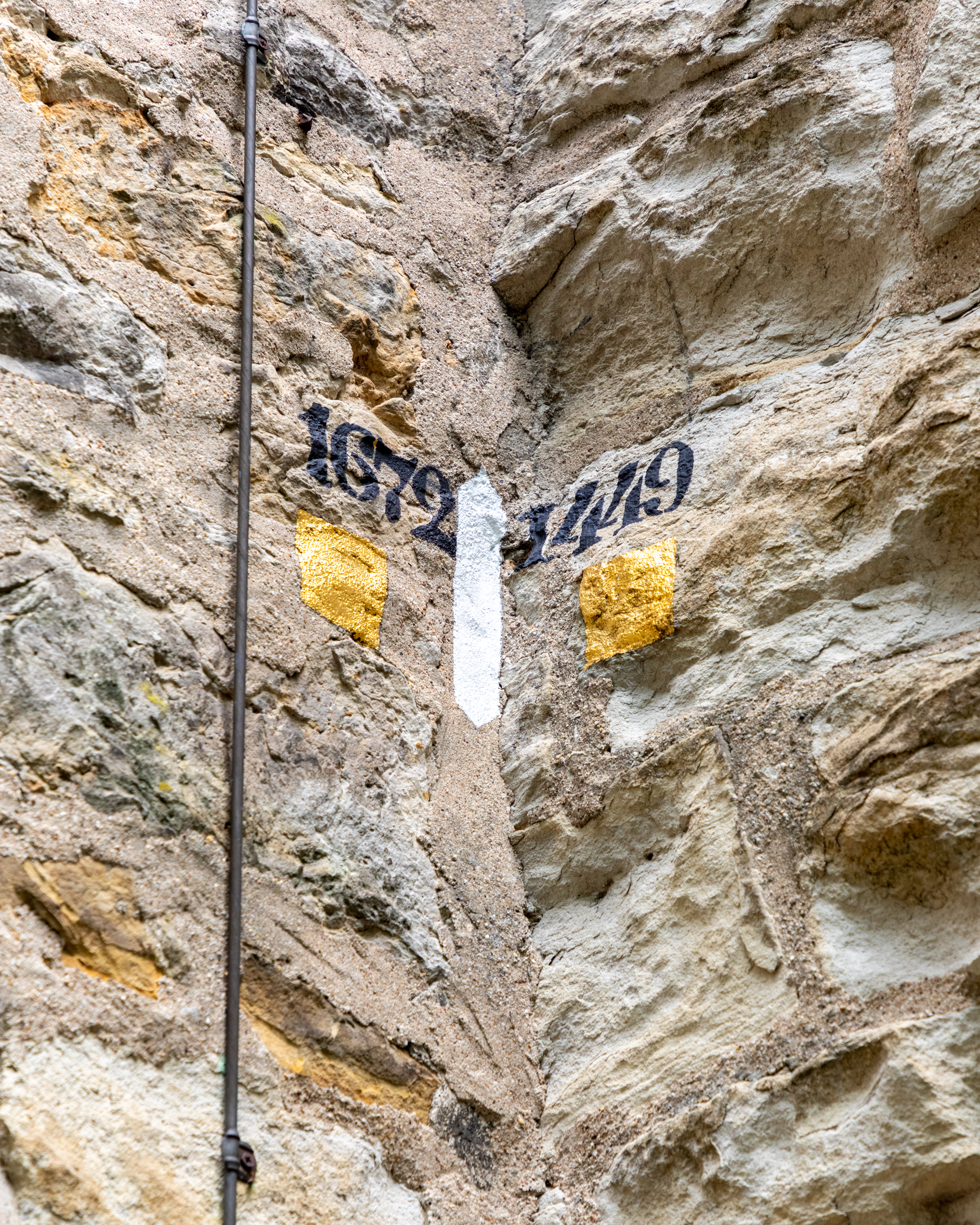
„Goldene Fuge“ (Adolph. W. Knüppel) am Übergang zwischen Turm (1672) und Kirche (1449)
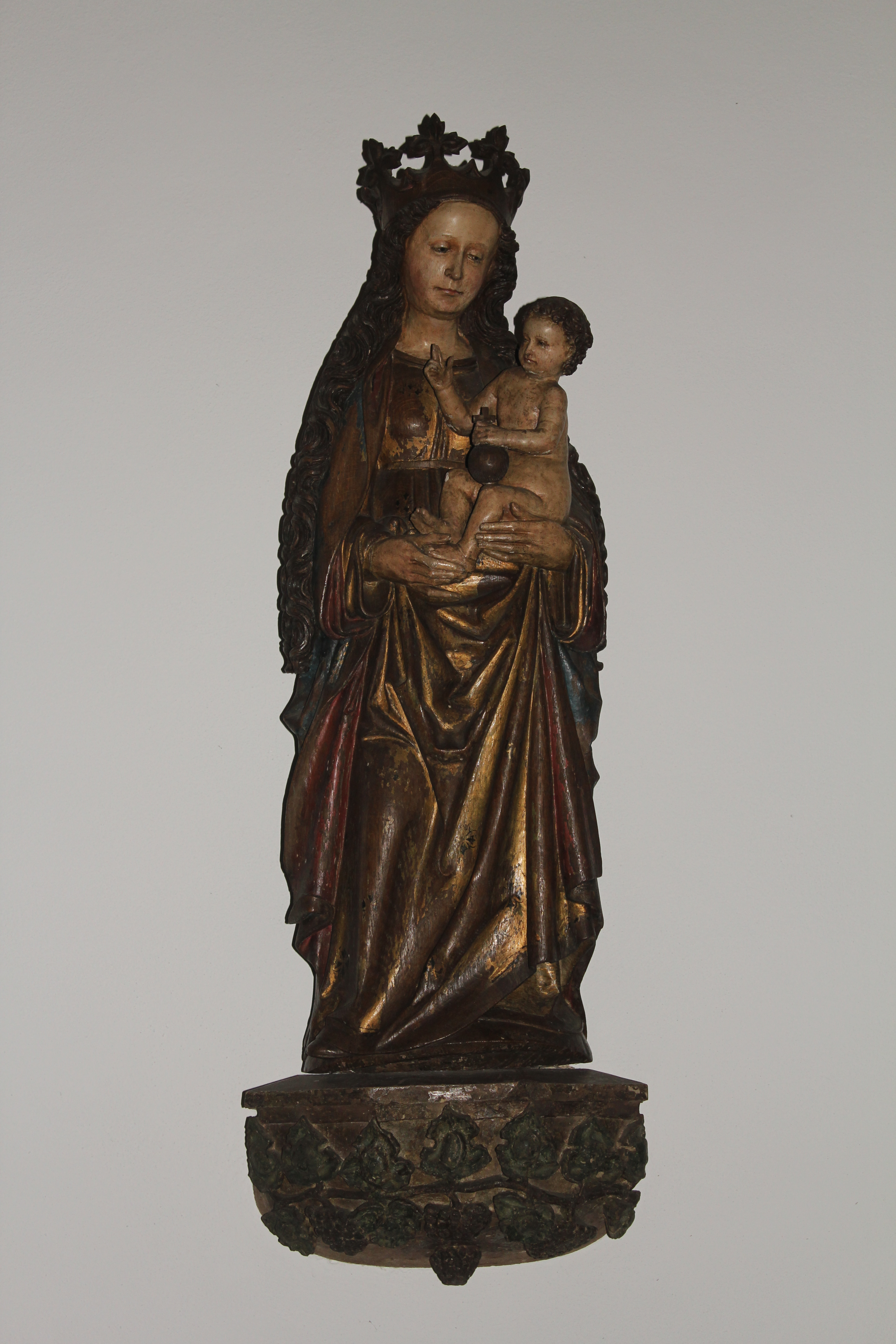
Madonna mit Kind, gotisches Meisterwerk, frühes 16. Jh.
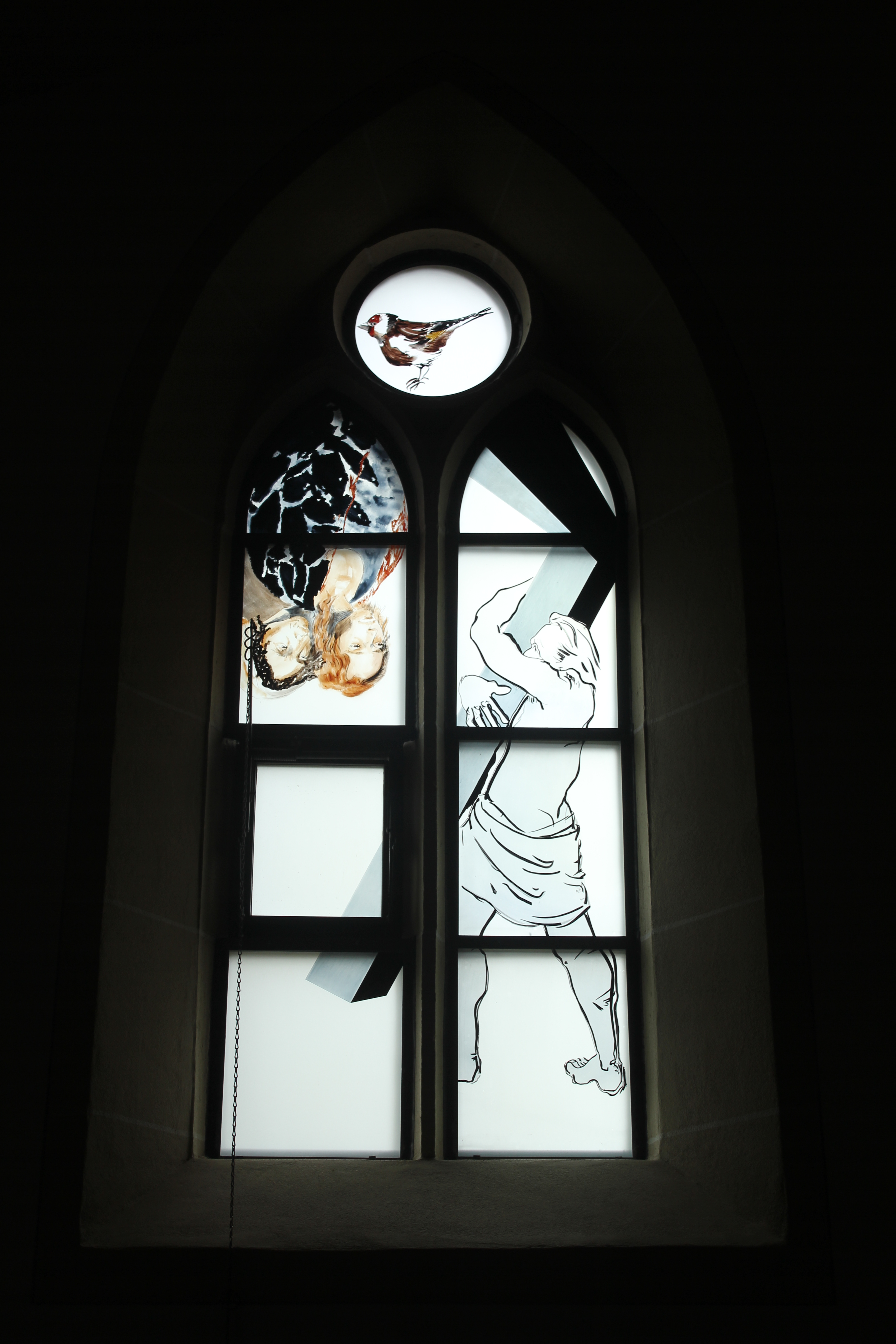
Modernes Kirchenfenster, entworfen 1953 von Prof. Wienhausen

## Orgel

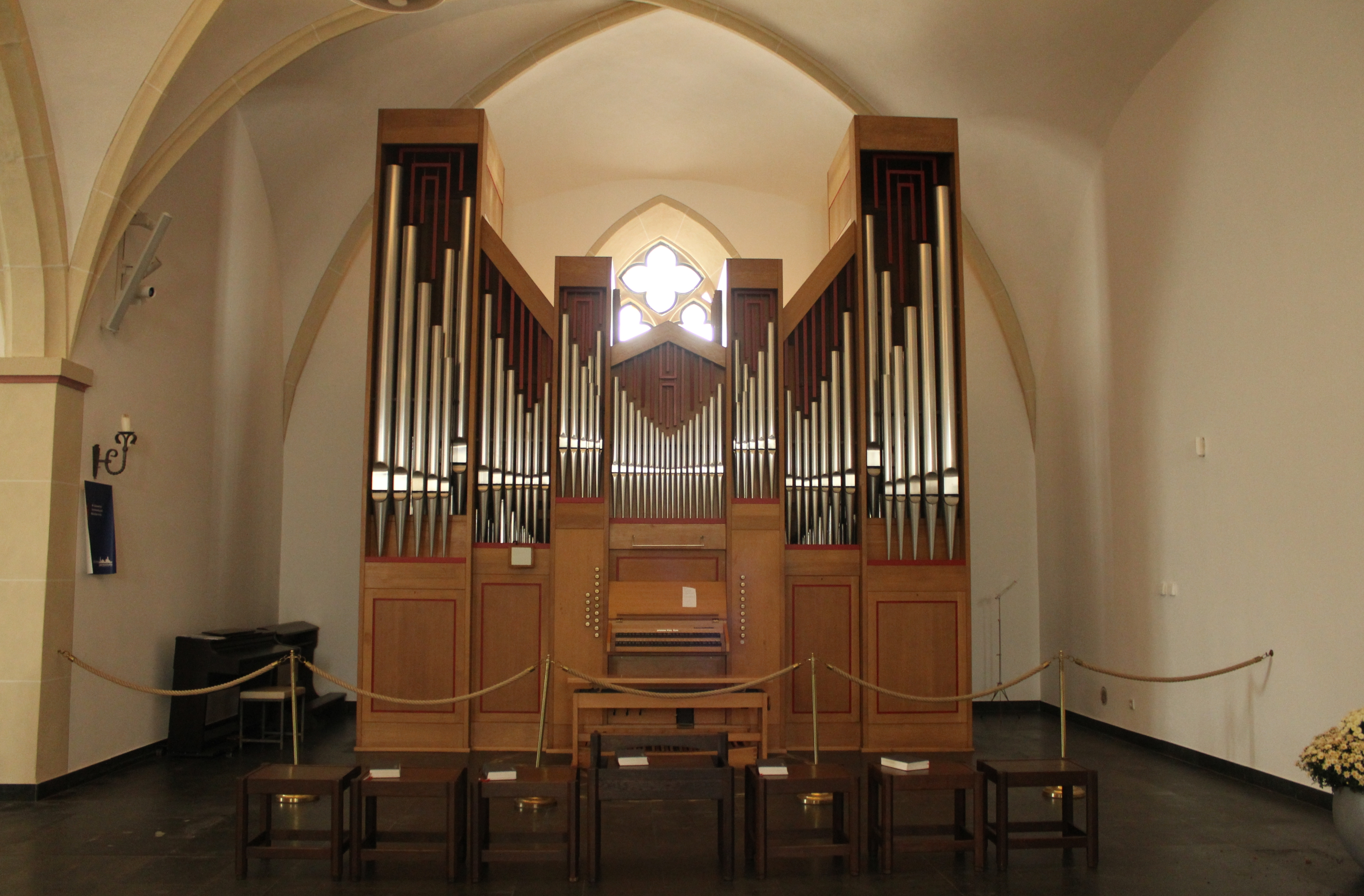
Die Orgel im linken Seitenschiff

Die Orgel wurde 1999 durch die Orgelbaufirma Klais (Bonn) erbaut und im linken Seitenschiff aufgestellt. Das Schleifladen-Instrument hat 22 Register auf zwei Manualen und Pedal, darunter 3 transmittierte Register aus dem Hauptwerk in das Pedal. Die Spiel- und Registertrakturen sind mechanisch.
| I Hauptwerk C–g3 |             |        |
| 1.               | Prinzipal   | 8′     |
| 2.               | Bordun      | 8′     |
| 3.               | Oktave      | 4′     |
| 4.               | Flöte       | 4′     |
| 5.               | Nasard      | 2 ⁄3′  |
| 6.               | Superoktave | 2′     |
| 7.               | Terz        | 1 3⁄5′ |
| 8.               | Mixtur IV   |        |
| 9.               | Trompete    | 8′     |
|                  | Tremulant   |        |

| II Schwellwerk C–g3 |            |       |
| 10.                 | Gamba      | 8′    |
| 11.                 | Gedackt    | 8′    |
| 12.                 | Prinzipal  | 4′    |
| 13.                 | Rohrflöte  | 4′    |
| 14.                 | Waldflöte  | 2′    |
| 15.                 | Quinte     | 1 ⁄3′ |
| 16.                 | Cymbel III |       |
| 17.                 | Hautbois   | 8′    |
|                     | Tremulant  |       |

| Pedal C–f1 |                     |     |
| 18.        | Subbass             | 16′ |
| 19.        | Prinzipal (= Nr. 1) | 8′  |
| 20.        | Bordun (= Nr. 2)    | 8′  |
| 21.        | Oktave (= Nr. 3)    | 4′  |
| 22.        | Fagott              | 16′ |

- Koppeln: II/I, I/P, II/P

## Glocken
Das Geläut besteht aus drei bronzenen Glocken. Die große Glocke (gis') wurde 1637 von Hans Knauf gegossen. Die mittlere Glocke (h') goss Paul Andreas Rörner, Erfurt im Jahre 1700.
Die kleinste Glocke (cis'') stammt von Petit & Edelbrock und wurde 1908 gegossen.